# Andeok-myeon, Cheongsong-gun
Andeok-myeon (koreanska: 안덕면) är en socken i kommunen Cheongsong-gun i provinsen Norra Gyeongsang i den östra delen av Sydkorea, 230 km sydost om huvudstaden Seoul.